# Пам'ятки монументального мистецтва Бродівського району
У Бродівському районі Львівської області нараховується 7 пам'яток монументального мистецтва.
| # | назва | адреса                       | Номер | дата рішення                    |
| - | --- | ---------------------------- | ----- | ------------------------------- |
| 1 | пам'ятник на честь 900-річчя м. Броди (ск. Е. Мисько, Б. Романець, 1984, лабрадорит, бронза)                         | м. Броди, сквер              | 1443  | Рішення № 450, 28.10.1987       |
| 2 | пам'ятник Стефанику В. С., українському письменнику (ск. М. Дмитрів, арх. В. Сокур, 1980, бронза, з/бетон)           | с. Ясенів                    | 362   | Рішення № 506, 02.11.1982       |
| 3 | пам'ятник Трушу І. І., українському художнику (ск. Є. Дзиндра, 1973, бронза, з/бетон)                                | с. Висоцьке, біля бібліотеки | 1444  | Рішення № 506, 02.11.1982       |
| 4 | пам'ятник Франку І. Я., українському письменнику і вченому (ск. Я.Чайка, 1966, мармурова крихта)                     | м. Броди, вул. Франка        | 278   | Рішення № 183, 05.05.1972       |
| 5 | пам'ятник Хмельницькому Б. М., гетьману України (ск. І.Кавалерідзе, 1954, з/бетон)                                   | с. Заболотці, біля школи     | 279   | Рішення № 183, 05.05.1972       |
| 6 | пам'ятник Шевченку Т. Г., українському письменнику і художнику (ск. Б. Романець, арх. О.Ярема, 1993, бронза, граніт) | м. Броди, пл. Ринок          | 1445  | Розпорядження № 528, 19.07.1995 |
| 7 | пам'ятник Шевченку Т. Г., українському поету і художнику (ск. Б. Романець, 1991)                                     | с. Хмільове                  | 1446  | Розпорядження № 528, 19.07.1995 |

## Джерело
Перелік пам'яток Львівської області [Архівовано 16 вересня 2012 у Wayback Machine.]